# Агава американская
Ага́ва америка́нская (лат. Agāve americāna) — растение; вид рода Агава подсемейства Агавовые семейства Спаржевые.

## Морфология
Многолетнее растение с прикорневыми сочными толстыми зелеными или зелено-пестрыми, большими, твердыми, линейно-ланцетными, зауженными к верхушке, листьями. Края у листьев с острыми шипами, верхушка заканчивается твердой острой колючкой. Агава американская является листовым суккулентом, то есть сохраняет влагу в тканях своих толстых листьев. Цветки зеленовато-желтые, невзрачные, располагаются в большем количестве на высоком цветоносе. Размножается семенами и отпрысками, образующимися у основания материнского растения. Размеры растения могут варьироваться в зависимости от условий произрастания и особенностей конкретного подвида.

## Выращивание
Выращивают как комнатное, ампельное растение, используют в цветочных композициях с другими суккулентами.
При выращивании этого растения в комнатной культуре следует придерживаться следующих рекомендаций:
- освещение должно быть ярким, солнечным, температура 10—20 °С, осенью и зимой агаву лучше содержать в сухом и прохладном помещении при температуре 6—8°С.
- полив следует проводить редко, особенно осенью и зимой;
- подкармливать следует примерно раз в месяц, лучше весной и летом;
- состав грунта: смесь из лиственной земли, дерновой земли и песка (соотношение 1:2:1);
- размножают семенами, корневыми и стеблевыми отпрысками. Семена высевают в феврале — марте на глубину 0,5—1 см. При температуре 20—25°С семена прорастают в течение 5—7 дней;
- почвы предпочитает хорошо дренированные, также при высадке растений необходимо следить, чтобы корневая шейка была выше уровня почвы;
- на лето можно выносить растения в открытый хорошо прогреваемый солнцем грунт;
- возможные болезни и проблемы при неправильном уходе: мучнистый червец, корневой жук, теплое зимнее содержание и обильный полив вызывают загнивание прикорневой розетки и гибель растений.

## Природный ареал
Произрастает в Северной Америке, в основном в Мексике, в горных пустынях.

## Хозяйственное значение и применение
Из-за содержания стероидных сапонинов применяют как противоревматическое средство в народной медицине в районах возделывания. Культивируется в Средиземноморье, Индии, Шри Ланке, Центральной Америке, в черноморских субтропиках.
Из агавы американской издревле изготавливают алкогольный напиток пульке.
В Китае из агавы американской получены вещества анордрин и динордрин, составляющие группу контрацептивных средств, обладающих важным преимуществом: в отличие от обычных пилюль их достаточно принимать один — два раза в месяц.

### Применение у ацтеков
В произведении «Общая история дел Новой Испании» (1547—1577) Бернардино де Саагун, опираясь на сведения ацтеков о свойствах растений, привёл различные сведения об агаве американской:

Макостик метль. Есть некие магуэи, называющиеся теометль, у которых есть жёлтая полоса по краю мясистого сочного листа, а остальное — зелёного цвета. Это лекарственное растение; пекут мясистый лист на тлеющих углях, а после приготовления выдавливают сок чилькостли, перемешивают с ним до десяти перемолотых семян тыквы и сок мильтоматля, все перемешанное. Давая пить тому, кто вновь заболел от какой-либо болезни; пить вдобавок к еде, и нельзя пить ничего другого; тем самым выздоравливают. Растут эти магуэи повсюду, в горах, а также над тлапанкос, в домах людей. Тот, кто выпивает это, должен вдобавок принять баню… Метль. Магуэй этого края, особенно тот, который называют тлакаметль, очень целебен из-за мёда пульке, который из него добывают. Из него делают пульке, перемешивают со многими лекарствами, чтобы выпить их через рот, как ранее было сказано. У этого тлакаметля толстые мясистые листья. По их краям много шипов. Они называются «груди магуэйя». Также есть шипы на кончиках. Также хорошо этот очищенный пульке, и особенно для тех, кто вновь заболел какой-либо хворью, выпивая его перемешанным со стручком красного перца чилькостли, и с семенами тыквы; все это перемолотое и выпитое два или три раза; а затем принимается баня, и так исцеляются. Также молодой стебелёк магуэя поджаривают в горячем пепле: сок его или вода, в которой он был сварен в кипятке с солью, разливается на рану того, кто поранил голову или раненому на любую рану, и тем больной исцеляется. Также исцеляет стебелёк магуэя сушёный и измельчённый, перемешанный со смолой сосны — терпентином, и положенный своей стружкой на больное место, будь то подагра или что-либо другое.

## Подвиды
Выделяют следующие подвиды:
- Agave americana var. americana
- Agave americana var. expansa
- Agave americana var. latifolia
- Agave americana var. marginata
- Agave americana var. medio-picta
- Agave americana var. oaxacensis
- Agave americana var. protamericana
- Agave americana var. striata
- Agave americana var. variegata